# VF-42
Il Fighting Squadron 42 o VF-42 fu un'unità dell'aviazione della Marina degli Stati Uniti. Istituito originariamente come Scouting Squadron 1B (VS-1B) nel maggio 1928, fu ribattezzato VS-1S nel 1930, ribattezzato VS-1B nel 1931, ribattezzato VS-41 il 1º luglio 1937, ribattezzato come VF-42 il 15 marzo 1941 e sciolto il 22 giugno 1942. Fu il primo squadrone della US Navy ad essere designato come VF-42.

## Storia
Il VS-1B venne assegnato alla USS Ranger negli anni '30.
Nel dicembre 1941 VF-42 fu imbarcato sulla USS Yorktown per essere distribuito nel Teatro del Pacifico.  Il VF-42 abbatté 25 aerei giapponesi fino a quando lo squadrone non fu sciolto dopo l'affondamento della Yorktown il 7 giugno 1942 durante la Battaglia di Midway.

## Galleria d'immagini

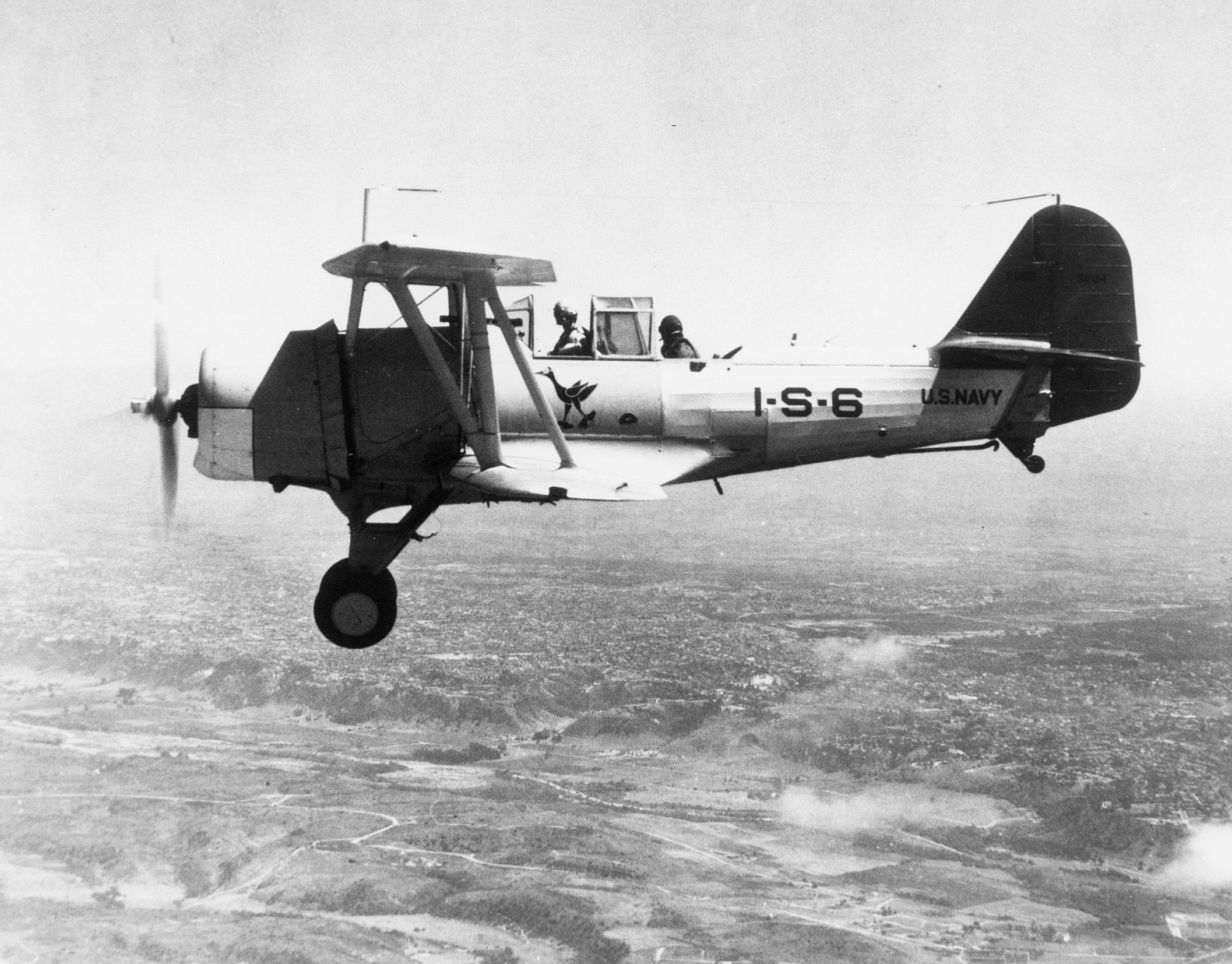
Un SBU-1 del VS-1B nel 1930
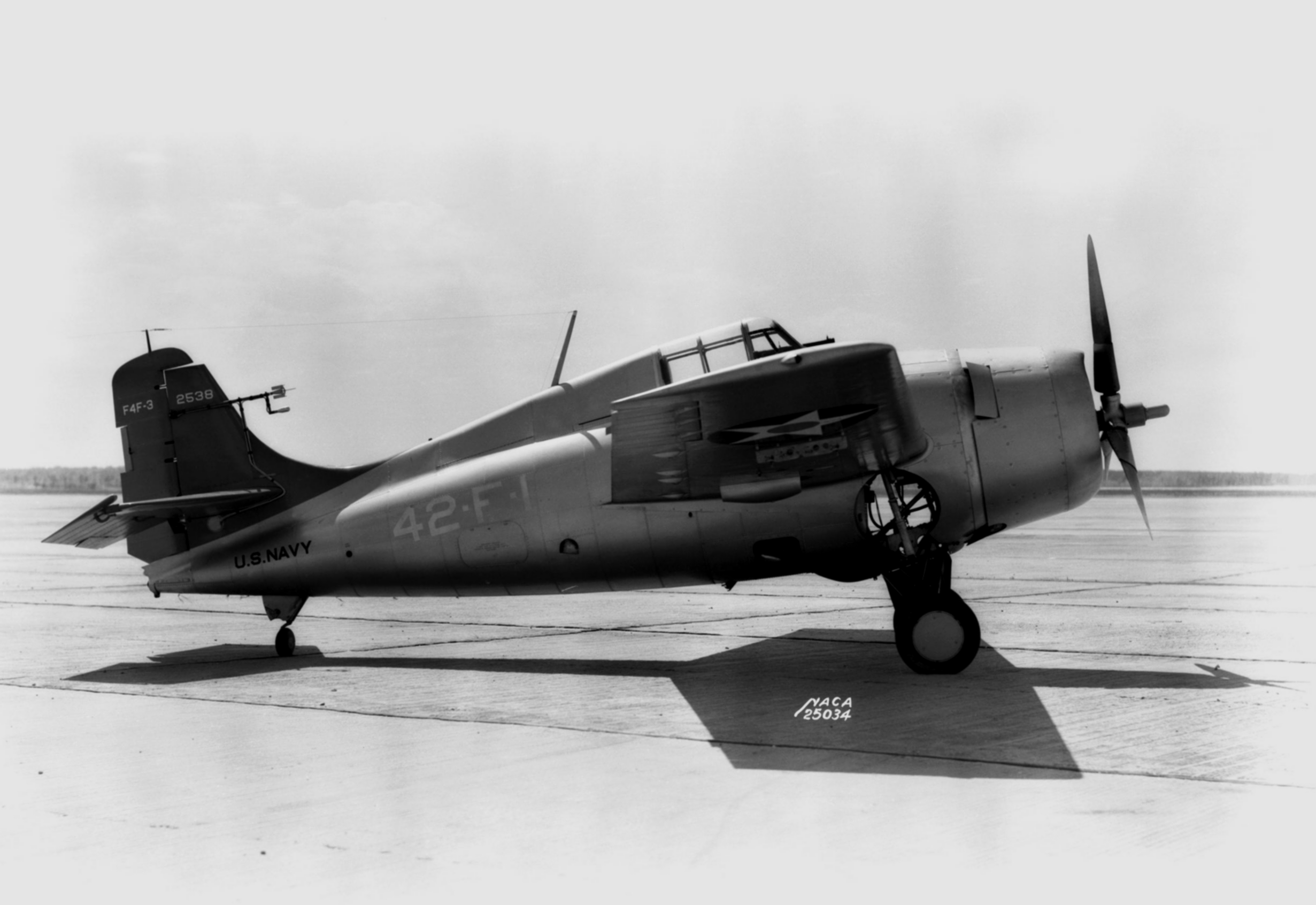
Un F4F-3 nel 1941